# بين أوستين
بين أوستين (بالإنجليزية: Ben Austin) هو سباح أسترالي، ولد في 7 نوفمبر 1980 في ولينغتون ‏ في أستراليا.

## روابط خارجية
- بين أوستين على موقع Paralympic.org (الإنجليزية)
- بين أوستين على موقع اللجنة الأولمبية الأسترالية (الإنجليزية)
- بين أوستين على موقع اتحاد ألعاب الكومنولث (مؤرشف) (الإنجليزية)
- بين أوستين على موقع دورة ألعاب الكومنولث 2006 (مؤرشف) (الإنجليزية)